# Bornemann
Bornemann eller von Bornemann är en gammal dansk patriciersläkt, vars äldsta kända medlem var rådmannen i Stege Heinrich Bornemann, som levde på 1500-talet.
Hans sonson, kammarsekreteraren hos kungarna Kristian IV och Fredrik III, Philip Julius Bornemann (1599-1652) hade bland många barn sönerna prof. jur., Højesteretsassessor Cosmus Bornemann (1637-92) och Själlands biskop Henrik Bornemann (1646-1710). Den sistnämndes dotter, Hedevig Margrete (1679-1749), änka efter översten Mathias Rosenørn, och sonson, Carl Rudolph Bornemann, som dog 18 år gammal, och som var son till generalauditør Hieronymus Bornemann (1680-1720), blev 14 december 1731 upptagna i den danska adeln.
Den nämnde professor var far till biskopen i Bergen Oluf Bornemann (1683-1747), vars son, konferensrådet och Højesteretsassessorn Vilhelm Hansen Bornemann (1731-1801), som var meddirektör vid Det Kongelige och medlem av den stora landbokommissionen, i sin tur hade sönerna Højesteretsjustitiarius Anker Vilhelm Frederik Bornemann (1763-1854) och major Cosmus Bornemann till Bjergbygaard (1768-1819), vilka bägge 9 juli 1811 upptogs i dansk adligt stånd, och från vilka släktens nu levande medlemmar härstammar.